# 普雷萨克
普雷萨克（法語：Pressac，法語發音：[pʁɛsak]），法国西部市镇，位于新阿基坦大区维埃纳省，隶属于蒙莫里永区，其市镇面积为49.21平方公里，2022年1月1日时人口数量为551人，在法国城市中排名第15,416位。
普雷萨克位于维埃纳省南部，克兰河畔，其南侧与夏朗德省接壤，前往普瓦捷、尼奥尔和利摩日三个方向的公路在此交汇。

## 地名来源
根据法国地名学家阿尔贝·多扎的论述，“Pressac”一名可能出自拉丁语人名“Priscius”，其生平尚有待考证。

## 历史
普雷萨克的早期历史尚不清楚。公元12世纪时，普雷萨克境内兴建了一处罗马教堂，其周边逐渐形成聚落。15世纪时，受到英法百年战争的威胁，普雷萨克教堂附近兴建城墙。法国大革命后，普雷萨克成为维埃纳省的一个市镇。至19世纪末以来，普雷萨克人口数量逐年减少。

## 地理

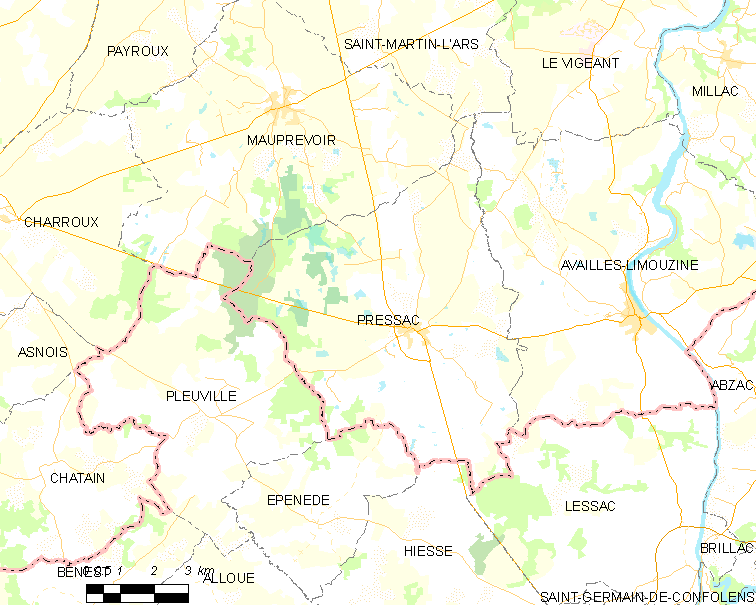
普雷萨克市镇范围地图

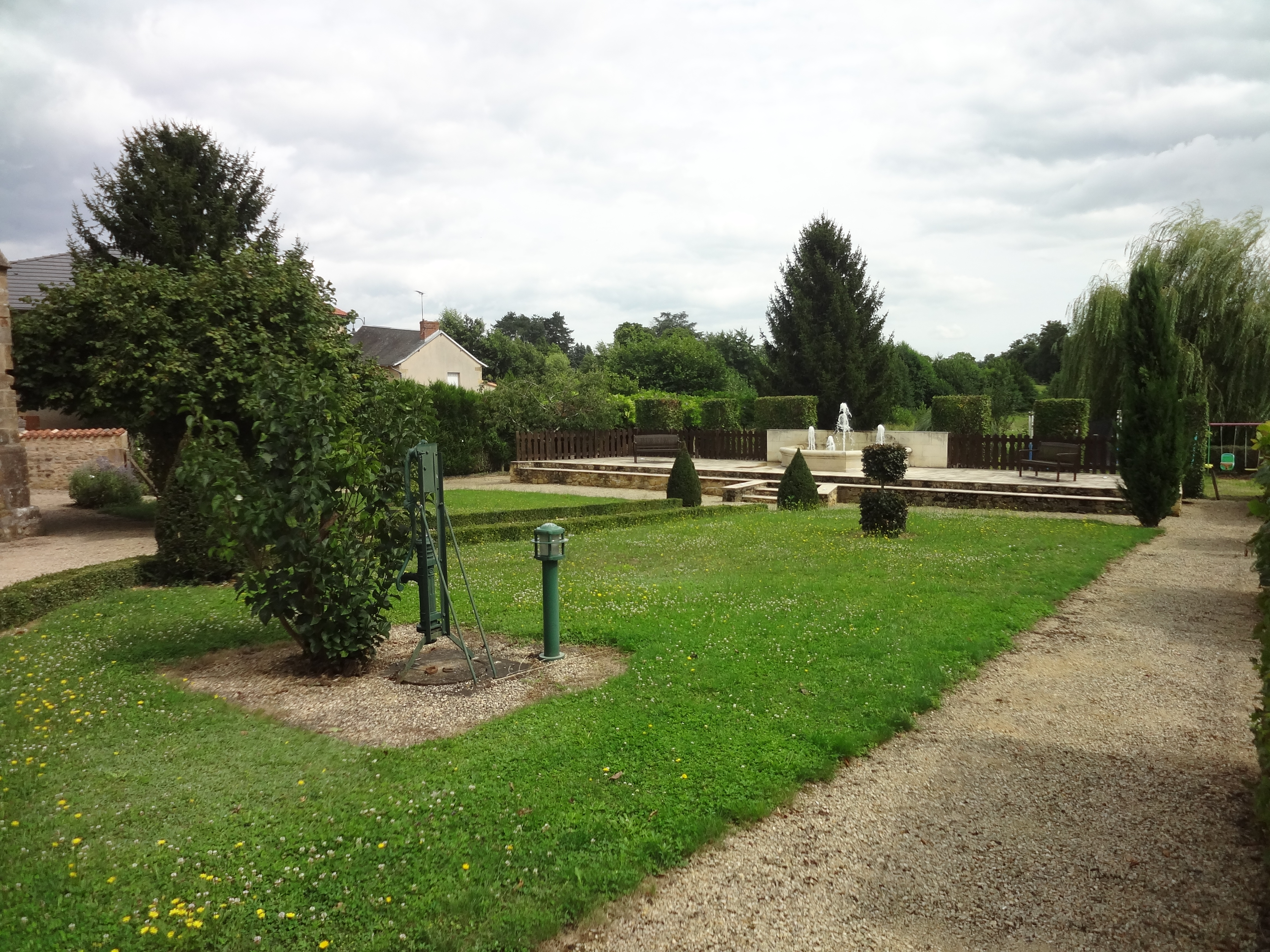
一处花园

普雷萨克位于法国中西部，新阿基坦大区北部和维埃纳省南部，距离省会普瓦捷大约58公里。与普雷萨克接壤的市镇包括：阿瓦耶利穆济讷。

### 地形
普雷萨克位于蒙莫里约奈和利穆赞夏朗德之间的过渡地带，境内以浅丘为主，市镇中心位于一处地势较为平坦的河谷内，全境海拔在141到216米之间。

### 水文
普雷萨克位于卢瓦尔河流域范围内，克兰河自南向北流经镇中心，其右岸支流普雷奥布河在此与其交汇。

### 植被
普雷萨克属于温带阔叶混交林区，林地多集中于河流附近，当地多博卡日景观。
在鲜花城市的评比中，普雷萨克暂未被评级。

### 气候
普雷萨克在柯本气候分类法中属于温带海洋性气候（Cfb）。

## 行政区划
普雷萨克的市镇编号为86200，邮政编号为86460。
在行政管理方面，普雷萨克隶属于法国新阿基坦大区维埃纳省蒙莫里永区；在地方选举方面，普雷萨克隶属于锡夫赖县，其市镇范围全境被划入维埃纳省第三选区；在社会管理方面，普雷萨克是维埃纳河-加尔唐普河市镇公共社区的组成部分。
截至2024年6月，普雷萨克市镇范围内暂无任何城市敏感街区及城市政策优先街区。
法国国家统计与经济研究所（简称）在进行数据统计时，未将普雷萨克划入任何城市核心区（Unité urbaine）和城市区（Aire urbaine）。自2020年起，普雷萨克被划入包含14个市镇的孔福朗城市辐射区代替。 此外，还将普雷萨克市镇整体看作一个“块区”（IRIS），以便于统计人口分布情况。

## 交通

### 公路
维埃纳省省道D34线、D100线、D110线、D110B线、D148线和D741线在普雷萨克境内交汇。
2020年，63.8%的普雷萨克家庭拥有至少一辆私人汽车。2018年，普雷萨克境内共发生各类交通事故1起，造成1人受伤。
| 32 | 84 |

| 23 | 71 |

| 普瓦捷 | 60 |

| 让赛 | 33 |

| 尼奥尔 | 92 |

| 梅勒 | 60 |

| 圣瑞尼安 | 42 |

| 孔福朗 | 15 |

### 铁路
距离普雷萨克最近的运营中的客运铁路车站为29公里外的圣萨维奥勒站上，该站停靠往返于普瓦捷和昂古莱姆一线的区域列车。

### 航空
普雷萨克距离普瓦捷机场和利摩日机场的公路里程分别大约61公里和66公里。

### 城市公共交通
截至2024年6月，普雷萨克暂无城市公共交通系统。

## 政治
普雷萨克的现任市长为热拉尔·于格诺先生（Gérard HUGUENAUD），他是一名无党派人士，在2020年的市政选举中获得了100%的支持率（无其他候选人）。
在2022年的法国总统大选的第二轮选举中，法国极右翼政党国民阵线主席玛丽娜·勒庞在普雷萨克获得了53.05%的支持率。

## 人口
2021年，普雷萨克市镇人口数量为555，在法国排名第15,416位。其中男性282人，女性279人，75岁及以上人口占13.8%，外籍人口数量为55人，人口密度为11人/平方公里，当地居民被称为（男性）或（女性）。2022年，普雷萨克境内出生6人，死亡人口8人。
| 普雷萨克1901年－2021年人口变化情况 |
|                                    |
| 数据来源：Cassini、INSEE           |

## 经济
普雷萨克是一个区域性的中心集镇。截至2024年6月，普雷萨克市镇范围内共有各类用人单位（包含自雇）126家，平均历史为19年，均为中小型企业（PME），2024年4月至6月间，当地的经济活力指数为0。（景观设计）和（餐饮）是当地2022年营业额最高的两个企业，分别为679,693欧元和79,715欧元。

## 财政与居民收入
2022年，普雷萨克的财政收入总额为620,650欧元，财政支出总额为636,650欧元，当年的债务总额为492,310欧元。2022年，普雷萨克市镇通过增值税获得14,370欧元的收入，此外当地还共获得了38,450欧元的国家直接财政补助。
| 普雷萨克居民收入情况                             | 普雷萨克居民收入情况 | 普雷萨克居民收入情况  | 普雷萨克居民收入情况 |
| 内容                                             | 普雷萨克             | 法国                  | 统计年份             |
| ------------------------------------------------ | -------------------- | --------------------- | -------------------- |
| 征税家庭总数                                     | 251                  | 1,081（法国市镇平均） | 2022年               |
| 居民平均月收入                                   | 1,652欧元            | 2,435欧元             | 2022年               |
| 高级职员人均月收入                               | 不详                 | 4,331欧元             | 2021年               |
| 中级职员人均月收入                               | 不详                 | 2,470欧元             | 2021年               |
| 普通职员人均月收入                               | 不详                 | 1,801欧元             | 2021年               |
| 贫困率                                           | 不详                 | 14.5%                 | 2020年               |
| 青壮年（15至64岁）失业率                         | 9.3%                 | 7.4%                  | 2020年               |
| 征税家庭数量占比                                 | 32.7%                | 45.5%                 | 2020年               |
| 家庭年均纳税                                     | 2,462欧元            | 4,393欧元             | 2022年               |
| 资料来源：INSEE、L'Internaute、Le Journal du Net |                      |                       |                      |

## 社会事务

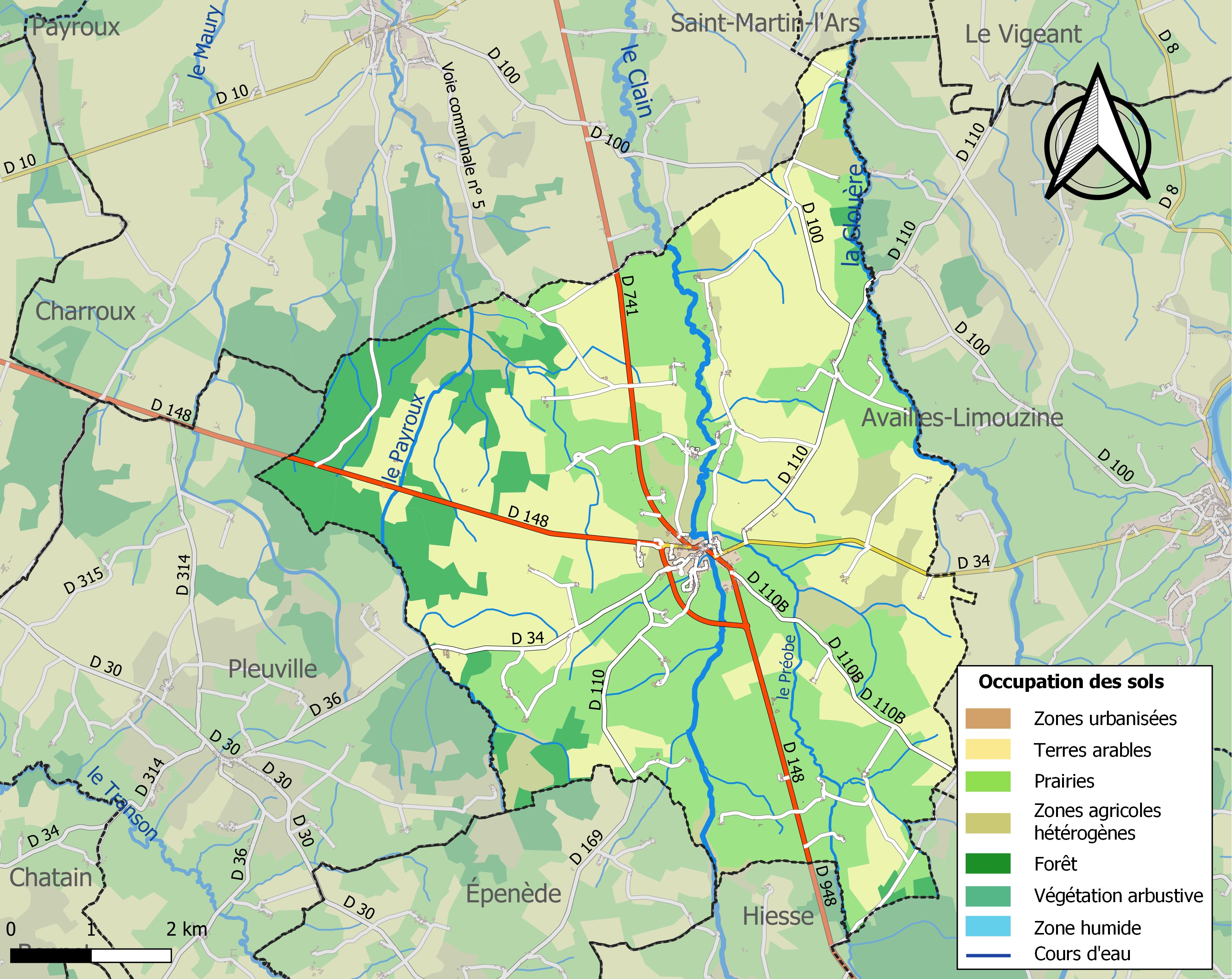
普雷萨克土地利用情况地图

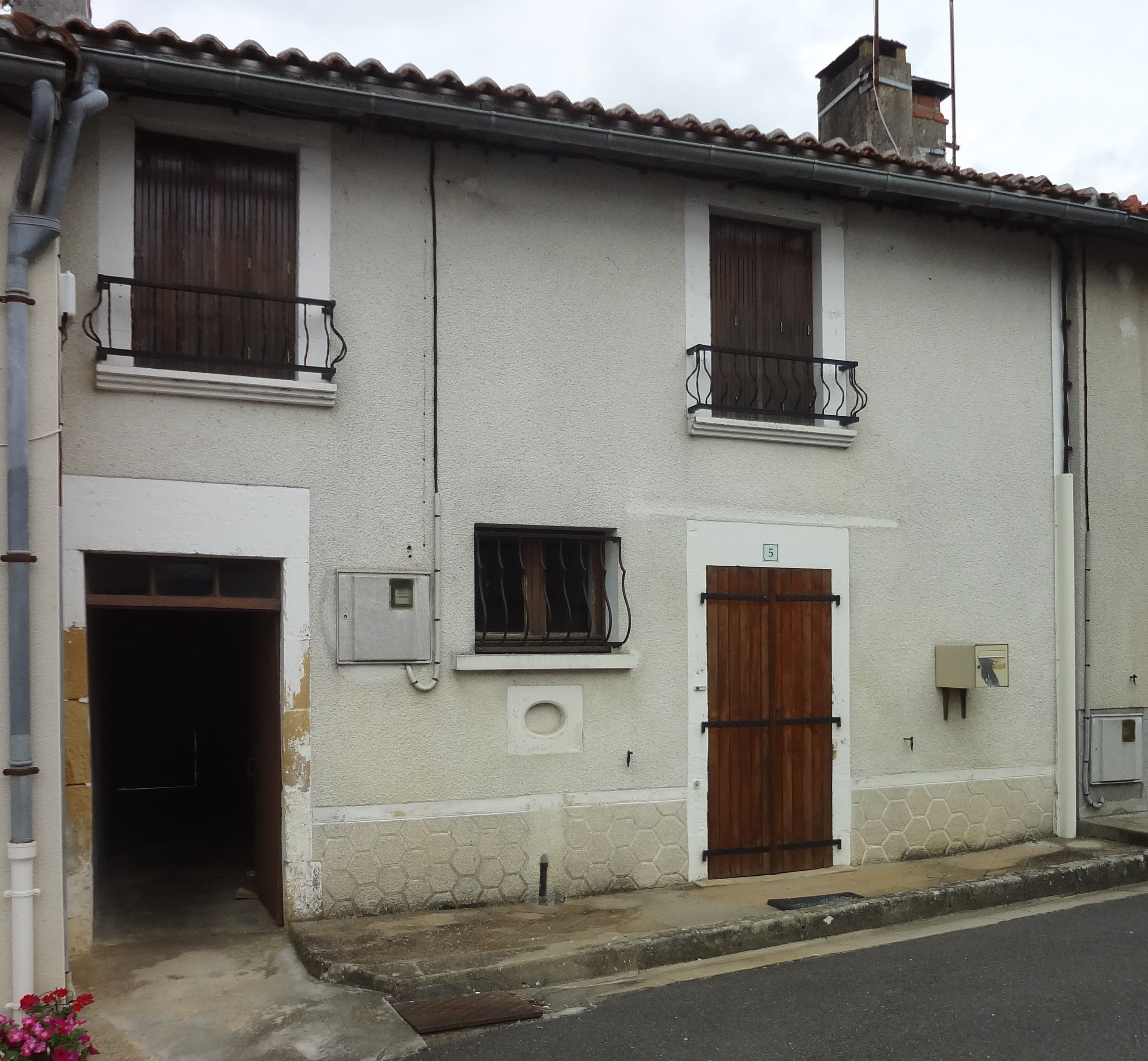
一处传统民居

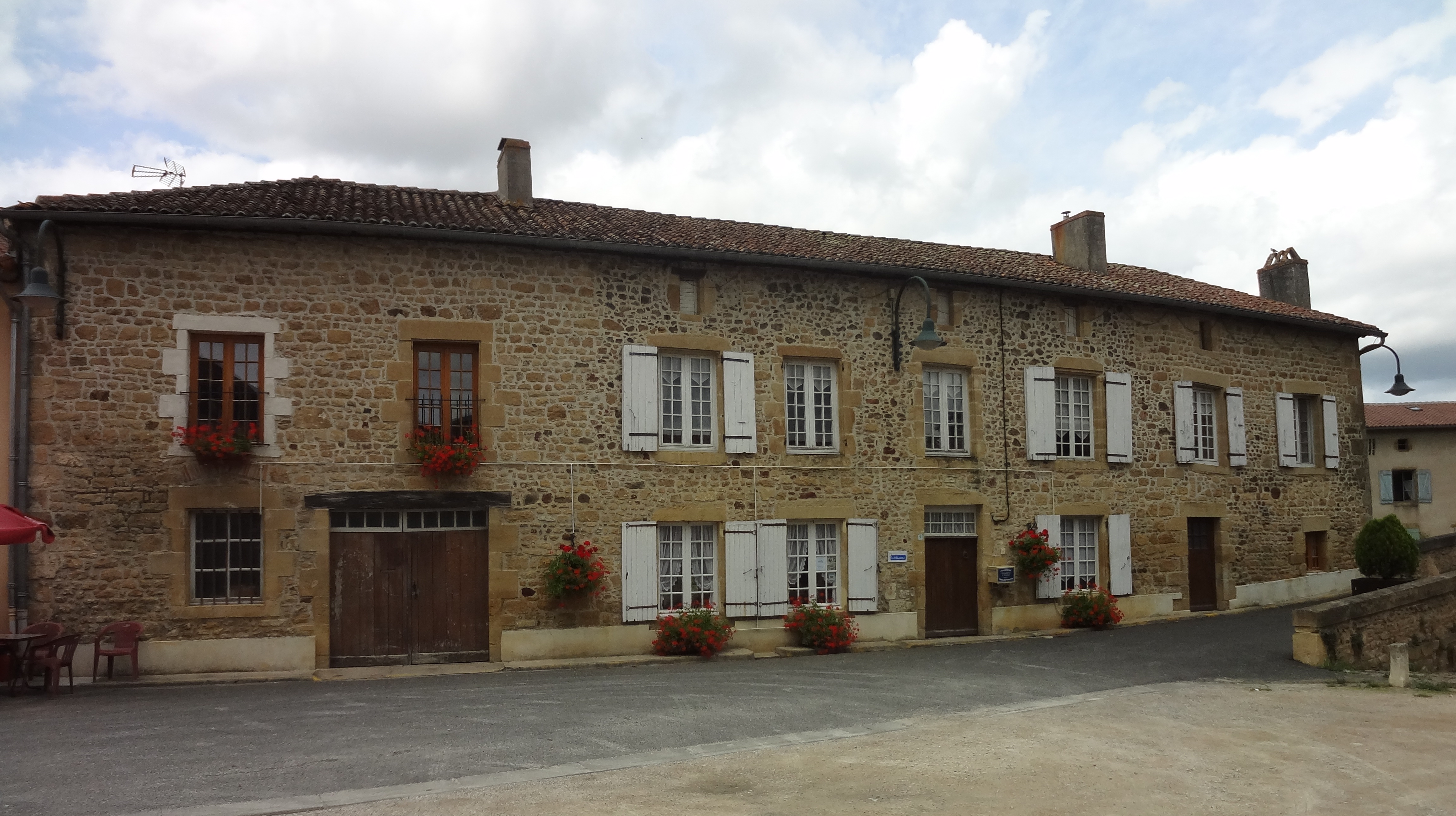
宪兵队

### 教育
普雷萨克属于普瓦捷学区。截至2021年1月1日，普雷萨克境内暂无任何教育机构。

### 医疗
截至2022年1月1日，普雷萨克境内暂无任何医疗机构及从业人员。
距离普雷萨克最近的区域性医疗机构为孔福朗中心医院（Centre Hospitalier de Confolens），其主病区医院位于孔福朗市区南部，距离普雷萨克市区的正常车程大约16分钟，该院设有床位50个。

### 住房
2020年，普雷萨克境内共有各类住房367套，其中91.6%为独立式住宅，8.4%为集中式住宅。常住房屋占普雷萨克市镇范围内居民建筑总量的70.0%。
在住房保障政策方面，2022年，普雷萨克境内共有33户家庭获得了住房经济补助，受益人数占总人口数量的5.9%，其中38份为房租补助。

### 商业
2021年，普雷萨克境内共有各类实体商铺14家，其中餐厅2家、杂货店1家、面包房1家、美容美发店2家、汽车维修店1家。

### 体育
2021年，普雷萨克境内共有1处马术场和1处足球或橄榄球场。
截至2024年6月，普雷萨克体育会（Union Sportive de Pressac，编号513065）是普雷萨克境内唯一的一家注册足球俱乐部，其主队2024至2025赛季参加维埃纳省足球联赛戊组（法国第十三级别），其主场为市政球场（Stade Municipal）。

### 环境
普雷萨克的环境事务由其所属的维埃纳河-加尔唐普河市镇公共社区联合各级政府协调负责。2021年，普雷萨克境内暂无污染企业。

### 治安
普雷萨克及其附近的共90个市镇是蒙莫里永国家宪兵队（zone gendarmerie de Montmorillon）的管辖范围。2020年，该宪兵队累计记录各类案件2,072起，其中盗窃类案件1,038起，经济类案件444起，毒品交易类案件55起。

## 文化

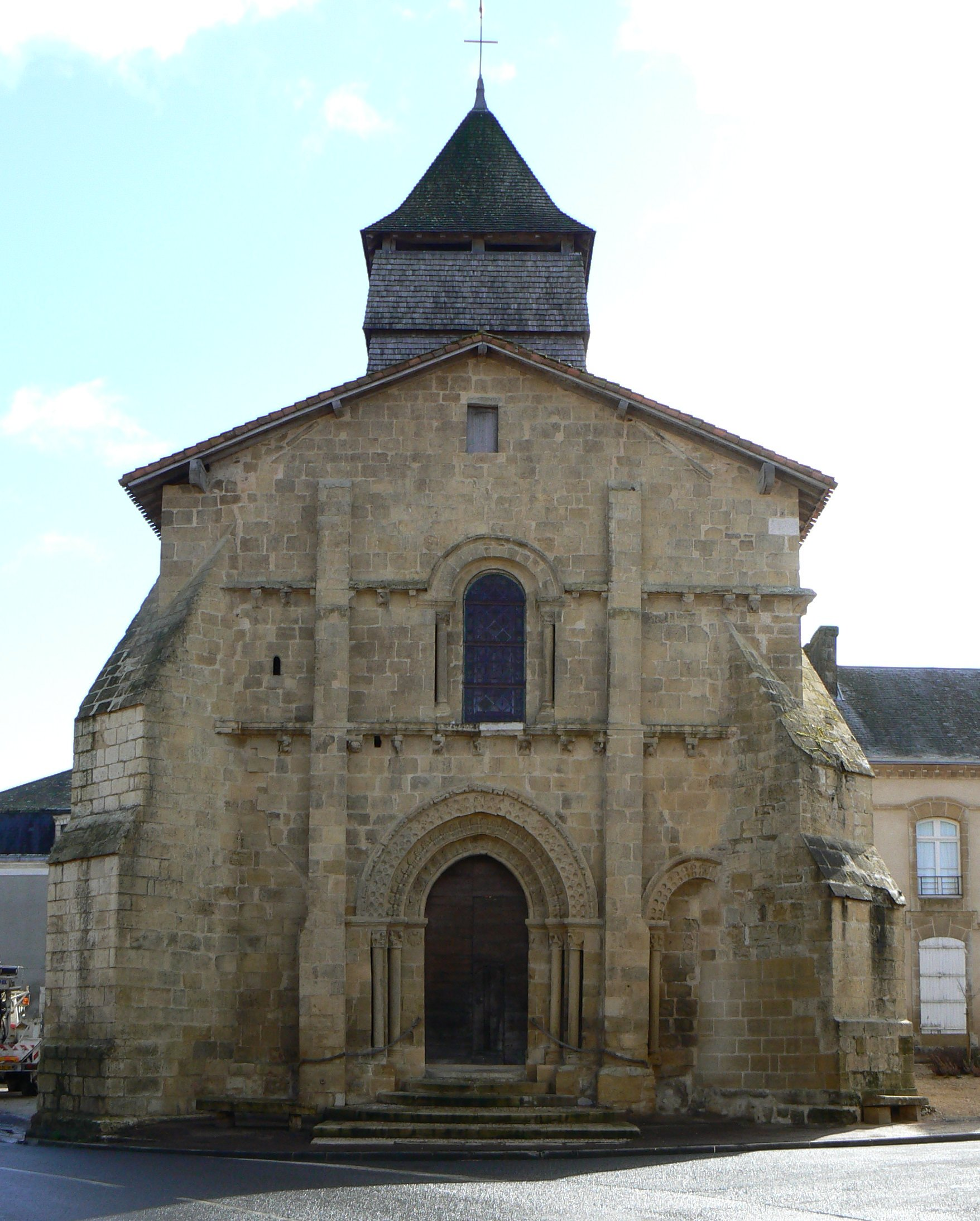
圣瑞斯特教堂

2021年，普雷萨克境内暂无任何文化设施。普雷萨克境内建有市政图书馆（Bibliotheque Municipale），每周三和六向公众开放。

### 建筑
普雷萨克境内有多处历史建筑，其中圣瑞斯特教堂为法国国家文物保护单位，也是当地的地标性建筑物。

### 旅游
普雷萨克的旅游事务由其所属的维埃纳河-加尔唐普河市镇公共社区联合各级政府协调负责。2023年，普雷萨克境内共有0家酒店共计0间房间；另有1个露营地，可容纳共35辆露营车。

### 媒体
法国主要的媒体均可在普雷萨克接收，法国电视三台下属的新阿基坦大区频道在部分时段播出普雷萨克所在维埃纳省的地方新闻。蓝色法兰西普瓦图广播、《维埃纳省中央报》、《中西部新共和国报》等是当地主要的地方性媒体。

## 友好城市
截至2024年6月，普雷萨克暂未建立任何友好城市关系。